# Mike Smith (football, 1937)
Pour les articles homonymes, voir Mike Smith et Smith.
 (juillet 2021).
Si vous disposez d'ouvrages ou d'articles de référence ou si vous connaissez des sites web de qualité traitant du thème abordé ici, merci de compléter l'article en donnant les références utiles à sa vérifiabilité et en les liant à la section « Notes et références ».
John Michael Smith dit Mike Smith, né en 1937 et mort le 22 juillet 2021, est un entraîneur anglais de football.

## Biographie
Il devient le premier sélectionneur étranger de la sélection galloise, qu'il amène en quart-de-finale de l'Euro 1976. Puis il dirige le club anglais de troisième puis de quatrième division anglaise de Hull City (1979–1982).
Trois ans plus tard, il dirige les Pharaons, remportant la CAN 1986, devenant le seul entraîneur britannique à avoir remporté la Coupe d'Afrique des nations de football. Il finit sa carrière en entraînant de nouveau la sélection galloise.
Il meurt le 22 juillet 2021 à l'âge de 83 ans.